# Хешигтен
43°14′51″ пн. ш. 117°32′01″ сх. д. / 43.24737° пн. ш. 117.53363° сх. д.
Хешигтен (кит. 克什克腾旗, пін. Kèshíkèténg Qí, трансліт. Heshigten) — один із повітів КНР у складі префектури Чифен, Внутрішня Монголія. Адміністративний центр — містечко Цзінпен.

## Географія
Хешигтен лежить на висоті близько 1040 метрів над рівнем моря на самому півдні пасма Великий Хінган. Тут знаходяться верхів'я річки Шар-Морон.

### Клімат
Хошун знаходиться у зоні, котра характеризується вологим континентальним кліматом з теплим літом. Найтепліший місяць — липень із середньою температурою 20,5 °C. Найхолодніший місяць — січень, із середньою температурою -16,7 °С.
| Клімат хошуну Хешигтен  | Клімат хошуну Хешигтен | Клімат хошуну Хешигтен | Клімат хошуну Хешигтен | Клімат хошуну Хешигтен | Клімат хошуну Хешигтен | Клімат хошуну Хешигтен | Клімат хошуну Хешигтен | Клімат хошуну Хешигтен | Клімат хошуну Хешигтен | Клімат хошуну Хешигтен | Клімат хошуну Хешигтен | Клімат хошуну Хешигтен | Клімат хошуну Хешигтен |
| Показник                | Січ.                   | Лют.                   | Бер.                   | Квіт.                  | Трав.                  | Черв.                  | Лип.                   | Серп.                  | Вер.                   | Жовт.                  | Лист.                  | Груд.                  | Рік                    |
| Середній максимум, °C   | −10,7                  | −5,6                   | 2,5                    | 13,1                   | 20,4                   | 24,9                   | 26,8                   | 25,6                   | 20,5                   | 12,3                   | 0,8                    | −7,9                   | 10,2                   |
| Середня температура, °C | −16,7                  | −12,7                  | −4,5                   | 5,5                    | 13                     | 17,9                   | 20,5                   | 18,6                   | 12,5                   | 4,4                    | −5,9                   | −13,7                  | 3,2                    |
| Середній мінімум, °C    | −21,5                  | −18,3                  | −10,6                  | −1,5                   | 5,3                    | 10,9                   | 14,6                   | 12,4                   | 5,6                    | −1,8                   | −11                    | −18,4                  | −2,9                   |
| Норма опадів, мм        | 2.7                    | 3.9                    | 7.4                    | 14.1                   | 36.2                   | 63.6                   | 108                    | 88.3                   | 40.1                   | 17.2                   | 7                      | 3.3                    | 391.8                  |
| Вологість повітря, %    | 66                     | 62                     | 53                     | 42                     | 44                     | 57                     | 67                     | 69                     | 61                     | 54                     | 58                     | 65                     | 58.2                   |
| ----------------------- | ---------------------- | ---------------------- | ---------------------- | ---------------------- | ---------------------- | ---------------------- | ---------------------- | ---------------------- | ---------------------- | ---------------------- | ---------------------- | ---------------------- | ---------------------- |
| Джерело: data.cma.cn    |                        |                        |                        |                        |                        |                        |                        |                        |                        |                        |                        |                        |                        |